# Super-Formula-Saison 2013
Die Super-Formula-Saison 2013 war die 27. Saison der Super Formula und die erste unter dem Namen Super Formula. Bis 2012 hieß die Meisterschaft Formel Nippon. Sie umfasste insgesamt sieben Rennwochenenden. Die Saison begann am 14. April und endete am 10. November in Suzuka.

## Namensänderung
Im Vorfeld der Saison wurde die Formel Nippon in Super Formula umbenannt.

## Teams und Fahrer
Alle Teams fuhren mit dem Chassis Swift FN09 der Firma Swift Engineering und Reifen von Bridgestone.
| Team                            | Nr. | Fahrer                 | Motor  | Rennen       |
| ------------------------------- | --- | ---------------------- | ------ | ------------ |
| Petronas Team TOM’S             | 01  | Kazuki Nakajima        | Toyota | 1–4, 6, 7, S |
| Petronas Team TOM’S             | 02  | James Rossiter         | Toyota | 1, 7         |
| Petronas Team TOM’S             | 02  | André Lotterer         | Toyota | 2–4, 6, S    |
| Kondō Racing                    | 03  | Hironobu Yasuda        | Toyota | 1–4, 6, 7, S |
| Kygnus Sunoco Team LeMans       | 07  | Ryō Hirakawa           | Toyota | 1–4, 6, 7, S |
| Kygnus Sunoco Team LeMans       | 08  | Andrea Caldarelli      | Toyota | 1, 7         |
| Kygnus Sunoco Team LeMans       | 08  | Loïc Duval             | Toyota | 2–4, 6, S    |
| HP Real Racing                  | 10  | Koudai Tsukakoshi      | Honda  | 1–4, 6, 7, S |
| HP Real Racing                  | 11  | Yuhki Nakayama         | Honda  | 1–4, 6, 7, S |
| Team Mugen                      | 15  | Takuma Satō            | Honda  | 1, 6, 7, S   |
| Team Mugen                      | 15  | Takashi Kobayashi      | Honda  | 2–4          |
| Team Mugen                      | 16  | Naoki Yamamoto         | Honda  | 1–4, 6, 7, S |
| KCMG                            | 18  | Richard Bradley        | Toyota | 1–4, 6, 7, S |
| Lenovo Team Impul               | 19  | João Paulo de Oliveira | Toyota | 1–4, 6, 7, S |
| Lenovo Team Impul               | 20  | Tsugio Matsuda         | Toyota | 1–4, 6, 7, S |
| Nakajima Racing                 | 31  | Daisuke Nakajima       | Honda  | 1–4, 6, 7, S |
| Nakajima Racing                 | 32  | Takashi Kogure         | Honda  | 1–4, 6, 7, S |
| Project μ/cerumo・INGING        | 38  | Kōhei Hirate           | Toyota | 1–4, 6, 7, S |
| Project μ/cerumo・INGING        | 39  | Yūji Kunimoto          | Toyota | 1–4, 6, 7, S |
| Docomo Team Dandelion Racing    | 40  | Takuya Izawa           | Honda  | 1–4, 6, 7, S |
| Docomo Team Dandelion Racing    | 41  | Hideki Mutoh           | Honda  | 1–4, 6, 7, S |
| Tochigi Le Beausset Motorsports | 62  | Kōki Saga              | Toyota | 1–4, 6, 7, S |

- S: Teilnahme am Fuji Sprint Cup 2013

## Rennkalender
Die Saison 2013 umfasste sieben Rennen. Zusätzlich fand nach der Saison ein nicht zur Meisterschaft zählender Lauf, der Fuji Sprint Cup 2013, in Fuji statt.
| Nr. | Datum         | Rennstrecke | Sieger          | Zweiter          | Dritter                |
| --- | ------------- | ----------- | --------------- | ---------------- | ---------------------- |
| 1.  | 14. April     | Suzuka      | Takuya Izawa    | Tsugio Matsuda   | Takashi Kogure         |
| 2.  | 02. Juni      | Kamitsue    | André Lotterer  | Loïc Duval       | Naoki Yamamoto         |
| 3.  | 14. Juli      | Fuji        | André Lotterer  | Kōhei Hirate     | Naoki Yamamoto         |
| 4.  | 04. August    | Motegi      | Kazuki Nakajima | André Lotterer   | Loïc Duval             |
| 5.  | 25. August    | Inje        | abgesagt        | abgesagt         | abgesagt               |
| 6.  | 29. September | Sugō        | Loïc Duval      | André Lotterer   | Naoki Yamamoto         |
| 7.  | 10. November  | Suzuka      | Naoki Yamamoto  | Daisuke Nakajima | João Paulo de Oliveira |
| 7.  | 10. November  | Suzuka      | Kazuki Nakajima | Takashi Kogure   | Naoki Yamamoto         |
| —*  | 24. November  | Fuji        | Yūji Kunimoto   | Loïc Duval       | Tsugio Matsuda         |

*Der Fuji Sprint Cup zählt nicht zur Meisterschaft.

## Wertungen

### Punktesystem
Die Punkte wurden nach folgendem Schema vergeben:
| Punkteverteilung | Punkteverteilung | Punkteverteilung | Punkteverteilung | Punkteverteilung | Punkteverteilung | Punkteverteilung | Punkteverteilung | Punkteverteilung | Punkteverteilung | Punkteverteilung |
| ---------------- | ---------------- | ---------------- | ---------------- | ---------------- | ---------------- | ---------------- | ---------------- | ---------------- | ---------------- | ---------------- |
| Rennen           | Platz            | 1                | 2                | 3                | 4                | 5                | 6                | 7                | 8                | PP               |
| 1–6              | Punkte           | 10               | 8                | 6                | 5                | 4                | 3                | 2                | 1                | 1                |
| 7                | Punkte           | 8                | 4                | 3                | 2,5              | 2                | 1,5              | 1                | 0,5              | 1                |

### Fahrerwertung
| Pos. | Fahrer         | SU1 | AUT | FU1 | MOT | INJ | SUG | SU2 | SU2 |     | FU2    | Punkte |
| ---- | -------------- | --- | --- | --- | --- | --- | --- | --- | --- | --- | ------ | ------ |
| 01   | N. Yamamoto    | 4   | 3   | 3   | 8   | C   | 3   | 1   | 3   | 5   | 37,0   |        |
| 02   | A. Lotterer    |     | 1   | 1   | 2   | C   | 2   |     |     | 7   | 37,0   |        |
| 03   | L. Duval       |     | 2   | 4   | 3   | C   | 1   |     |     | 2   | 31,0   |        |
| 04   | K. Nakajima    | 5   | 12  | 8   | 1   | C   | DNF | DNF | 1   | 4   | 24,0   |        |
| 05   | J. de Oliveira | 6   | 4   | 6   | 4   | C   | DNF | 3   | 17* | 6   | 19,0   |        |
| 06   | T. Matsuda     | 2   | 5   | 16* | 13  | C   | 5   | 4   | 16  | 3   | 18,5   |        |
| 07   | T. Izawa       | 1   | DNF | 5   | DNF | C   | DNF | 10  | 9   | 15  | 15,0   |        |
| 08   | T. Kogure      | 3   | DNF | 14  | 5   | C   | 8   | NC  | 2   | 18  | 15,0   |        |
| 09   | K. Hirate      | 12  | DNF | 2   | 15  | C   | DNF | 5   | 7   | 9   | 11,0   |        |
| 10   | Y. Kunimoto    | 10  | 10  | 7   | 6   | C   | 4   | DNF | 15  | 1   | 10,0   |        |
| 11   | R. Hirakawa    | 8   | 7   | 11  | 7   | C   | DNF | 6   | 4   | 8   | 9,0    |        |
| 12   | D. Nakajima    | 16  | DNF | 10  | 10  | C   | 7   | 2   | 11  | DNF | 6,0    |        |
| 13   | A. Caldarelli  | 7   |     |     |     | C   |     | DNF | 5   |     | 4,0    |        |
| 14   | H. Yasuda      | 14  | 9   | 12  | DNF | C   | 6   | 8   | 13  | 11  | 3,5    |        |
| 15   | K. Tsukakoshi  | 9   | 6   | 9   | 9   | C   | DNF | DNF | DNF | 10  | 3,0    |        |
| 16   | J. Rossiter    | 11  |     |     |     | C   |     | 7   | 6   |     | 2,5    |        |
| 17   | Y. Nakayama    | 18  | 8   | DNF | 11  | C   | DNF | 11  | 12  | 13  | 1,0    |        |
| 18   | T. Satō        | 15  |     |     |     | C   | 11  | 9   | 8   | 14  | 0,5    |        |
| –    | H. Mutoh       | 13  | DNF | 13  | 12  | C   | 10  | 12  | 10  | 12  | 0,0    |        |
| –    | K. Saga        | 17  | 11  | DNF | 16  | C   | 9   | 14  | 14  | 16  | 0,0    |        |
| –    | R. Bradley     | 19  | DNF | DNF | 14  | C   | DNF | 13  | 18* | 17  | 0,0    |        |
| –    | T. Kobayashi   |     | DNF | 15  | NC  | C   |     |     |     |     | 0,0    |        |
| Pos. | Fahrer         | SU1 | AUT | FU1 | MOT | INJ | SUG | SU2 | SU2 | FU2 | Punkte |        |

| Farbe                        | Bedeutung                               | Bedeutung |
| ---------------------------- | --------------------------------------- | --- |
| Gold                         | Sieger                                  | Sieger |
| Silber                       | 2. Platz                                | 2. Platz |
| Bronze                       | 3. Platz                                | 3. Platz |
| Grün                         | Platzierung in den Punkten              | Platzierung in den Punkten |
| Blau                         | Klassifiziert außerhalb der Punkteränge | Klassifiziert außerhalb der Punkteränge                                                                                         |
| Violett                      | Rennen nicht beendet (DNF)              | Rennen nicht beendet (DNF) |
| Violett                      | nicht klassifiziert (NC)                | |
| Rot                          | nicht qualifiziert (DNQ)                | nicht qualifiziert (DNQ) |
| Schwarz                      | disqualifiziert (DSQ)                   | disqualifiziert (DSQ) |
| Weiß                         | nicht am Start (DNS)                    | nicht am Start (DNS) |
| Weiß                         | zurückgezogen (WD)                      | |
| Weiß                         | Rennen abgesagt (C)                     | |
| Blanko                       | nicht teilgenommen                      | nicht teilgenommen |
| Blanko                       | verletzt oder krank (INJ)               | |
| Blanko                       | ausgeschlossen (EX)                     | |
| sonstige Formate und Zeichen | P/fett                                  | Pole-Position |
| sonstige Formate und Zeichen | kursiv                                  | Schnellste Rennrunde (in der GP2-Serie/FIA-Formel-2-Meisterschaft ab 2008 für die schnellste Rennrunde der besten zehn Piloten) |
| sonstige Formate und Zeichen | *                                       | nicht im Ziel, aufgrund der zurückgelegten Distanz aber gewertet                                                                |
| sonstige Formate und Zeichen | unterstrichen                           | Führender in der Gesamtwertung                                                                                                  |